# La Chapelle-Gaugain
La Chapelle-Gaugain és un municipi francès situat al departament del Sarthe i a la regió de País del Loira. L'any 2007 tenia 321 habitants.

## Demografia

### Població
El 2007 la població de fet de La Chapelle-Gaugain era de 321 persones. Hi havia 120 famílies de les quals 40 eren unipersonals (16 homes vivint sols i 24 dones vivint soles), 44 parelles sense fills i 36 parelles amb fills.
La població ha evolucionat segons el següent gràfic:
Habitants censats

### Habitatges
El 2007 hi havia 176 habitatges, 122 eren l'habitatge principal de la família, 29 eren segones residències i 25 estaven desocupats. 172 eren cases i 3 eren apartaments. Dels 122 habitatges principals, 107 estaven ocupats pels seus propietaris, 11 estaven llogats i ocupats pels llogaters i 4 estaven cedits a títol gratuït; 1 tenia una cambra, 13 en tenien dues, 28 en tenien tres, 36 en tenien quatre i 45 en tenien cinc o més. 93 habitatges disposaven pel capbaix d'una plaça de pàrquing. A 54 habitatges hi havia un automòbil i a 56 n'hi havia dos o més.

### Piràmide de població
La piràmide de població per edats i sexe el 2009 era:
| Homes | Edats   | Dones |
| ----- | ------- | ----- |
| 8     | 95 o +  | 12    |
| 0     | 90 a 94 | 20    |
| 0     | 85 a 89 | 4     |
| 16    | 80 a 84 | 12    |
| 4     | 75 a 79 | 16    |
| 4     | 70 a 74 | 4     |
| 12    | 65 a 69 | 8     |
| 8     | 60 a 64 | 12    |
| 8     | 55 a 59 | 4     |
| 12    | 50 a 54 | 12    |
| 0     | 45 a 49 | 12    |
| 12    | 40 a 44 | 4     |
| 12    | 35 a 39 | 8     |
| 8     | 30 a 34 | 12    |
| 4     | 25 a 29 | 8     |
| 4     | 20 a 24 | 4     |
| 4     | 15 a 19 | 4     |
| 12    | 10 a 14 | 12    |
| 4     | 5 a 9   | 4     |
| 4     | 0 a 4   | 0     |

## Economia
El 2007 la població en edat de treballar era de 155 persones, 108 eren actives i 47 eren inactives. De les 108 persones actives 96 estaven ocupades (52 homes i 44 dones) i 12 estaven aturades (6 homes i 6 dones). De les 47 persones inactives 31 estaven jubilades, 8 estaven estudiant i 8 estaven classificades com a «altres inactius».

### Ingressos
El 2009 a La Chapelle-Gaugain hi havia 120 unitats fiscals que integraven 271 persones, la mediana anual d'ingressos fiscals per persona era de 16.101 €.

### Activitats econòmiques
Dels 9 establiments que hi havia el 2007, 1 era d'una empresa de fabricació d'altres productes industrials, 2 d'empreses de construcció, 2 d'empreses de comerç i reparació d'automòbils, 3 d'empreses de serveis i 1 d'una empresa classificada com a «altres activitats de serveis».
Dels 2 establiments de servei als particulars que hi havia el 2009, 1 era un paleta i 1 fusteria.
L'únic establiment comercial que hi havia el 2009 era una botiga de menys de 120 m².
L'any 2000 a La Chapelle-Gaugain hi havia 20 explotacions agrícoles que ocupaven un total de 936 hectàrees.

## Equipaments sanitaris i escolars
El 2009 hi havia una escola elemental integrada dins d'un grup escolar amb les comunes properes formant una escola dispersa.

## Poblacions més properes
El següent diagrama mostra les poblacions més properes.